# 고령 관음사 칠성도
고령 관음사 칠성도(高靈 觀音寺 七星圖)는 경상북도 고령군 대가야읍, 관음사에 있는 칠성도이다. 2017년 5월 29일 대한민국의 국가등록문화재 제684호로 지정되었다.

## 지정 사유
화기를 통해 1892년이라는 정확한 제작시기와 제작자, 후원자 등을 알 수 있어 이 시기 불화연구에 있어 기준 자료이며, 주존과 권속 간의 격한 위계질서를 바탕으로 제작되는 전통 불화의 보수적인 형식에서 벗어나 주존과 권속들을 대등하게 배치한 독특한 화면구성, 인물의 얼굴과 옷주름 등에 명암법을 도입한 입체적 표현, 의자에 드리운 천의 주름을 사실적으로 묘사하려는 시도 등 개화기 전후 근대기 작가로서의 새로운 창작의지가 곁들여진 불화로 등록 가치가 있다.

## 참고 자료
- 고령 관음사 칠성도 - 국가유산청 국가유산포털